# The Alcoa Hour
The Alcoa Hour è una serie televisiva statunitense in 52 episodi trasmessi per la prima volta nel corso di 2 stagioni dal 1955 al 1957.
È una serie di tipo antologico prodotta dalla Alcoa in cui ogni episodio rappresenta una storia a sé. Gli episodi sono storie di genere drammatico (qualcuno del genere musical) e furono trasmessi in diretta dagli studios della NBC di New York. Fu trasmessa alternata con Goodyear Playhouse, un'altra serie antologica. Dal 1957 le due serie (Goodyear Playhouse e The Alcoa Hour) furono unite in un solo titolo, A Turn of Fate.

## Interpreti
La serie vede la partecipazione di numerose star cinematografiche e televisive, molte delle quali interpretarono diversi ruoli in più di un episodio.
- Luis Van Rooten (4 episodi, 1955-1957)
- Loïs Bolton (4 episodi, 1956-1957)
- Robert Emhardt (4 episodi, 1956-1957)
- Robert Dryden (4 episodi, 1956)
- Paul McGrath (3 episodi, 1955-1957)
- Robert Preston (3 episodi, 1955-1957)
- Ed Begley (3 episodi, 1955-1956)
- Cathleen Nesbitt (3 episodi, 1955-1956)
- Patricia Barry (3 episodi, 1956-1957)
- Hume Cronyn (3 episodi, 1956-1957)
- Virginia Kaye (3 episodi, 1956-1957)
- Henry Lascoe (3 episodi, 1956-1957)
- Vivian Nathan (3 episodi, 1956-1957)
- Jason Robards (3 episodi, 1956-1957)
- Evelyn Varden (3 episodi, 1956-1957)
- Milton Selzer (3 episodi, 1956)
- Darren McGavin (2 episodi, 1956-1957)
- Halliwell Hobbes (2 episodi, 1955-1957)
- Audra Lindley (2 episodi, 1955-1957)
- John Williams (2 episodi, 1955-1957)
- Russell Collins (2 episodi, 1955-1956)
- Melvyn Douglas (2 episodi, 1955-1956)
- Robert Flemyng (2 episodi, 1955-1956)
- Brenda Forbes (2 episodi, 1955-1956)
- Hanna Landy (2 episodi, 1955-1956)
- Howard St. John (2 episodi, 1955-1956)
- Anne Bancroft (2 episodi, 1956-1957)
- Edward Binns (2 episodi, 1956-1957)
- Lloyd Bridges (2 episodi, 1956-1957)
- William Hansen (2 episodi, 1956-1957)
- Jeff Harris (2 episodi, 1956-1957)
- Dennis Kohler (2 episodi, 1956-1957)
- John Marley (2 episodi, 1956-1957)
- Walter Matthau (2 episodi, 1956-1957)
- Gary Merrill (2 episodi, 1956-1957)
- Addison Powell (2 episodi, 1956-1957)
- Tony Randall (2 episodi, 1956-1957)
- Wallace Rooney (2 episodi, 1956-1957)
- Dorothy Stickney (2 episodi, 1956-1957)
- Franchot Tone (2 episodi, 1956-1957)
- Rip Torn (2 episodi, 1956-1957)
- David White (2 episodi, 1956-1957)
- Walter Burke (2 episodi, 1956)
- Stephen Chase (2 episodi, 1956)
- Donald Harron (2 episodi, 1956)
- Will Kuluva (2 episodi, 1956)
- John McGiver (2 episodi, 1956)
- Frank Overton (2 episodi, 1956)
- Cameron Prud'Homme (2 episodi, 1956)
- Polly Rowles (2 episodi, 1956)
- John Shellie (2 episodi, 1956)
- Jack Klugman (2 episodi, 1957)
- E.G. Marshall (2 episodi, 1957)
- Hiram Sherman (2 episodi, 1957)

## Produzione
La serie fu prodotta a New York dalla NBC.

### Registi
Tra i registi sono accreditati:
- Sidney Lumet in 5 episodi (1956)
- Robert Mulligan in 4 episodi (1955-1956)
- Norman Felton in 2 episodi (1956)
- Herbert Hirschman in un episodio (1957)
- Kirk Browning

### Sceneggiatori
Tra gli sceneggiatori sono accreditati:
- William McCleery in 3 episodi (1955-1956)
- David Davidson in 2 episodi (1955-1956)
- Charles Dickens in 2 episodi (1955-1956)
- F. Hugh Herbert in 2 episodi (1955-1956)
- Roger O. Hirson in 2 episodi (1956-1957)
- Ernest Kinoy in 2 episodi (1956-1957)
- Jerome Ross in 2 episodi (1956-1957)
- Herman Raucher in 2 episodi (1956)
- Alvin Sapinsley in 2 episodi (1956)
- Alvin Boretz in un episodio (1956)

## Distribuzione
La serie fu trasmessa negli Stati Uniti dal 16 ottobre 1955 al 22 settembre 1957 sulla rete televisiva NBC.

## Episodi
| Stagione         | Episodi | Prima TV USA |
| ---------------- | ------- | ------------ |
| Prima stagione   | 24      | 1955-1956    |
| Seconda stagione | 28      | 1956-1957    |